# And 1 Live Tour
And 1 Live Tour, wcześniej AND1 Mixtape Tour – koszykarska trasa z udziałem streetballerów, promująca sportową markę dziewiarsko-obuwniczą And 1.

## Historia
Zawody rozgrywano corocznie w kilkunastu amerykańskich miastach. Poprzez Open Run (zawody z udziałem amatorów) wyłaniano najlepszych koszykarzy ulicznych, z których tworzono reprezentację danego miasta. Następnie stawali oni do rywalizacji w spotkaniu głównym z drużyną And 1. Po każdym meczu głównym gracze And 1 wybierali jednego zawodnika, którego zapraszali ze sobą w trasę, jako gracza drużyny przeciwnej (And 1 JV Squad) w kolejnym mieście. Mieli też prawo nie wybierać nikogo. W autobusie mogli się znajdować maksymalnie trzej pretendenci do nagrody głównej – kontraktu z zespołem (100 000 dolarów). Po ostatnim spotkaniu trasy wyłaniano najlepszego zawodnika, który w kolejnym sezonie dołączał do składu jako pełnoprawny, zakontraktowany koszykarz (streetballer).
Przepisy obowiązujące podczas rozgrywanych spotkań są bardzo często umowne i odbiegają od tych w klasycznej koszykówce. Ma to miejsce zwłaszcza w przypadku niektórych trików koszykarskich. Założeniem organizatorów, oprócz jak najwyższego poziomu sportowego jest także efektowność, której nie można zobaczyć np. w NBA, ze względu na przepisy.
Całą trasę relacjonowano co sezon (2002–2008) w stacji ESPN2, emitując 30 minutowe odcinki programu – Street Ball: The AND 1 Mix Tape Tour, podsumowujące rywalizacje w każdym z miast touru.
Zespół And 1 podróżował też po świecie w ramach And 1 Global Tour. Niekiedy schemat zawodów był identyczny, jak ten w USA, a niekiedy drużyna dzieliła się na dwa składy i rozgrywała spotkania pokazowe między sobą.
Do udziału w spotkaniach głównych zapraszano bardzo często koszykarzy NBA. Wśród zaproszonych znaleźli się m.in.: Stephon Marbury, Rafer Alston, Carlos Arroyo, Shawn Marion, Larry Hughes, Milt Palacio, Darrell Armstrong, Tyrone Nesby.
W 2007 roku nastąpił rozłam w zespole And 1 i część zawodników opuściła go na korzyć Ball4Real. Konflikt między zawodnikami, a kierownictwem firmy zaczął narastać, od kiedy w maju 2005 roku, została ona przejęta przez American Sporting Goods od jej twórców – Setha Bergera i Jaya Gilberta. Drużynę opuścili wtedy: Owens, Dixon, Heyward, Holman, Humphrey, Chism, Fontenette, Woney, Harvey, Davis, Martin. Z czasem do konkurencyjnej trasy – Ball4Real World Tour dołączyli i inni streetballerzy, jednak nie posiadający wcześniej oficjalnych kontraktów z And 1 jak: Ryan "Special FX" Williams, Patrick "Pat Da Roc" Robinson, Earvin "I'll Be Right Back" Opong, Dashon "Killa" Kirby. Dołączył do nich również trener Steve Burtt.
W 2008 roku ESPN zrezygnowało z transmisji trasy, co zmniejszyło jej popularność oraz ilość sponsorów. Tour został zawieszony. Reaktywowano go w 2011 roku, pod nazwą AND 1 Live Tour, jednak już przy mniejszym budżecie i braku wsparcia medialnego. Firma zdecydowała się na zatrudnienie niektórych byłych zawodników (Poole, Champion, Martin, Chism, Jones, Holman, Davis) oraz kilku nowych (Miles, Collins, LaCue, Dupuy, Otim). Skład zespołu stał się jednak bardzo nieregularny i praktycznie od tamtej pory co sezon można zobaczyć innych graczy. Następnie rozpoczęto trasy głównie poza terenem Stanów Zjednoczonych. Po pewnym czasie zaczęto też zapraszać na nie byłych zawodników NBA, t.j: Dennis Rodman, Gary Payton, Tim Hardaway, Nick Van Exel, Horace Grant, Bonzi Wells, Theo Ratliff, Dale Davis, Shawn Kemp, Jayson Williams, Muggsy Bogues, Travis Best.

## Zawodnicy And 1
- Rafer "Skip To My Lou" Alston (Nowy Jork)
- Malloy "The Future" Nesmith (Nowy Jork)
- Anthony "1/2 Man 1/2 Amazing" Hayward (Brooklyn, Nowy Jork)
- James "Speedy" Williams (Nowy Jork)
- Shane "The Dribbling Machine" Woney (Bronx, Nowy Jork)
- Tim "Headache" Gittens (Nowy Jork)
- Crafton "Aircraft" Ferguson
- John "High Octane" Harvey (Bronx, Nowy Jork)
- Aaron "AO" Owens (Filadelfia, Pensylwania)
- Grayson "The Professor" Boucher (Keizer, Oregon)
- Philip "Hotsauce" Champion (Atlanta, Georgia)
- John "Helicopter" Humphrey (Morehead City, Karolina Północna)
- Lonnie "Prime Objective" Harrell (Waszyngton D.C.)
- Tyrone "Alimoe" Evans (Harlem, Nowy Jork) †
- Robin "Sik Wit It" Kennedy (Pasadena, Kalifornia)
- Waliyy "Main Event" Dixon (Linden, New Jersey)
- Troy "Escalade" Jackson (Nowy Jork) †
- Kenny "Bad Santa" Brunner (Compton, Kalifornia)
- Jerome "Circus" Holman (Brooklyn, Nowy Jork)
- Tony "Go Get It" Jones (Chicago, Illinois)
- Eric "Spinmaster" Holmes (Kalifornia)
- Antoine "Flash" Howard (Chicago, Illinois) †
- Jamal "Springs" Nelson (Detroit, Michigan)
- Jamar "Pharmacist" Davis (Bronx, Nowy Jork)
- Antwan "8th Wonder" Scott (Kalifornia)
- Jerry "Assasin" Dupree (Moreno Valley, Kalifornia)
- Patrick "Pat Da Roc" Robinson
- Taurian “Air Up There/Mr. 720” Fontenette (Hitchcock, Teksas)

- Andre "Silk" Poole (Baltimore, Maryland)
- Brandon "Werm" LaCue (Ft. Lauderdale, Floryda)
- Hugh "Baby Shack" Jones (Waszyngton D.C.)
- Marvin "Highrizer" Collins (Atlanta, Georgia)
- Alonzo "Amazing" Miles (Indianapolis, Indiana)
- Paul "Polo" Otim (Atlanta, Georgia)
- Guy "Easy J" Dupuy (Nicea, Francja)
- Robert "50" Martin (Atlanta, Georgia)
- Dennis "Spyda" Chism (Atlanta, Georgia)
- Earvin "I'll Be Right Back" Opong (Nowy Jork)
- Chris "Hoopstar" Staples (Detroit, Michigan)
- Justin "Jus Fly" Darlington (Toronto, Kanada)
- Kendall "Kasper" Boyd-Hill
- Roscoe Johnson

† – oznacza, iż zawodnik nie żyje

## Zwycięzcy kontraktów
- 2003: Grayson „The Professor” Boucher
- 2004: Dennis „Spyda” Chism[5]
- 2005: Taurian „Air Up There” Fontenette[6]
- 2006: Jerome „Circus” Holman[7]
- 2007: Rob „Wolverine” Brown[8]
- 2008: Kareem „Air Bama” Ward[9]